# Jörg Rosskopf
Jörg Roßkopf (Dieburg, 22 maggio 1969) è un tennistavolista tedesco, vincitore di due medaglie ai Giochi olimpici e della Coppa del mondo individuale nel 1998.

## Palmarès
- Olimpiadi
  - Barcellona 1992: argento nel doppio
  - Atlanta 1996: bronzo nel singolo.

- Mondiali
  - 1989: oro nel doppio.
  - 1993: bronzo a squadre
  - 1997: bronzo a squadre
  - 2004: argento a squadre
  - 2006: bronzo a squadre

- Europei
  - 1988: bronzo nel singolo
  - 1990: bronzo nel singolo
  - 1990: argento nel doppio
  - 1990: argento a squadre
  - 1992: oro nel singolo
  - 1994: bronzo nel doppio
  - 1996: bronzo nel doppio
  - 1998: oro nel doppio
  - 1998: argento a squadre
  - 2000: argento a squadre
  - 2002: argento a squadre
  - 2003: bronzo nel singolo
  - 2003: argento a squadre